# Kanton Ris-Orangis
Kanton Ris-Orangis je francouzský kanton v departementu Essonne v regionu Île-de-France. Vznikl 22. července 1967.

## Složení kantonu
| Obec        | Počet obyvatel (2009) | PSČ   | INSEE       |
| ----------- | --------------------- | ----- | ----------- |
| Ris-Orangis | 27 339                | 91130 | 91 2 23 521 |